# فلوميني مانو

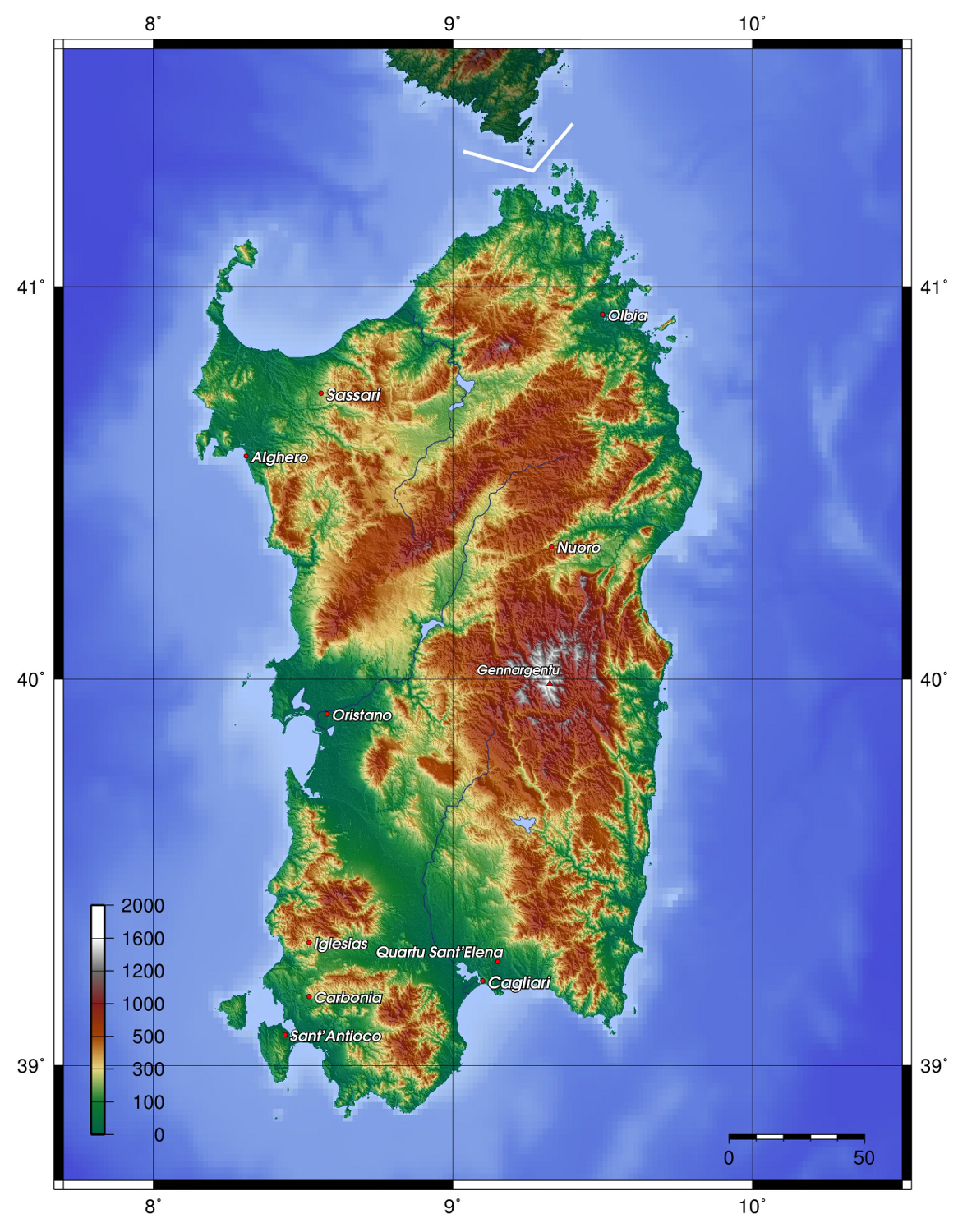

فلوميني مانو، (بالإنجليزية: Flumini Mannu)‏، هو نهر في جنوب سردينيا بإيطاليا. تقع ينابيعها في التلال شرقي ساردارا يتدفق إلى ستانيو دي كالياري،  بعد مسار 42.14 كيلومتر (26.18 ميل). روافد النهر الرئيسية هي ريو بيلو  و  ريو سيتزيري، التي لمعظم حوض مياه مونتي ليناس كتلة صخرية.
1. ↑  "PIANO DI TUTELA DELLE ACQUE" (PDF). سردينيا. اطلع عليه بتاريخ 2025-01-05.